# Tony Marino (Musiker)
Tony Marino (* 1957 in Scranton) ist ein US-amerikanischer Musiker (Kontrabass), der vor allem durch seine Arbeit in den Gruppen von David Liebman bekannt wurde.

## Leben und Wirken
Marino spielte zunächst mit acht Jahren Gitarre; mit 13 wechselte er zum Bass und spielte in seinem Schulorchester. Er wurde durch Ray Brown beeinflusst, der mit dem Merv Griffin Orchestra im Fernsehen spielte. Er wurde auch von Tommy Williams, dem damaligen Bassisten von Stan Getz, beeinflusst. Er begann seine professionelle Musikerkarriere als Haus-Bassist in Clubs und Resorts in den Poconos und Catskills, wo er eine Vielzahl bekannter Entertainer wie Vic Damone, Joan Rivers, Robert Goulet und Nell Carter begleitete. In denselben Clubs spielte er mit Jazzmusikern wie Al Cohn und Zoot Sims, Mose Allison, Phil Woods, Hal Galper (Invitation to Openness), Urbie Green und John Coates Jr.; erste Aufnahmen entstanden ab 1980 in Pennsylvania u. a. mit Bill Goodwin’s Solar Energy, Vic Juris und in der Band Asparagus Sunshine (u. a. mit Rick Chamberlain).
Marino zog dann nach New York, um in den Gruppen von George Young und Dave Liebman zu spielen. 1996 nahm er das Album The Latin Jazz Project auf. In den folgenden Jahren folgten Aufnahmen mit Liebman, Tom Lellis, Tsuyoshi Niwa, Shigeko Suzuki, Frank Tusa, Ed Summerlin, Bob Dorough (Too Much Coffee Man, Blue Note, 1998) und Jacque Tara Washington, in den 2000er-Jahren weiterhin mit Hal Galper, Lew Del Gatto, Jimmy Amadie, in Pennsylvania auch mit Skip Wilkins, David Leonhardt, Matt Vashlishan und Ron Thomas. In dieser Zeit spielte er auch mehrere Alben im Mehrspurverfahren allein ein, wie Samba De Say Party und Broad Street, 2018 Thank You for the Music. Ferner gastierte er regelmäßig auf dem Festival Delaware Water Gap. Im Bereich des Jazz war er laut Tom Lord zwischen 1980 und 2018 an 98 Aufnahmesessions beteiligt.

## Diskografische Hinweise
- Tony Bianco, Dave Liebman, Tony Marino: Line Ish (Emanem, 2004)
- David Liebman, Ellery Eskelin, Tony Marino, Jim Black: Different But the Same (hatOLOGY, 2005)
- David Liebman, Ellery Eskelin, Tony Marino, Jim Black: Renewal (hatOLOGY, 2008)
- David Liebman, Ellery Eskelin, Tony Marino, Jim Black: Non Sequiturs (hatOLOGY, 2011)